# 디아메이드 맥클로흐
디아메이드 맥클로흐 (Diarmaid Ninian John MacCulloch, 1951년 10월 31일 ~ )는 영국의 역사가이며  교회역사 전문학자다. 1997년부터 옥스포드 세인 크로스  대학교에서 교회사 교수로 재직하고 있다.
영국 교회에서 집사로 성임되었지만 동성애에 대한 교회의 태도 때문에 사제 임직이 거부되었다. 2009년에 디아메이드 맥클로흐는 자신의 종교적 신념의 성장을 요약했다. "나는 성경 앞에서 자랐고, 기독교 신앙의 진술에 대해 교리적 입장에 애착을 갖고있음을 기억한다. 이제 나는 나의 자신을 기독교의 솔직한 친구라고 표명한다."
디아메이드 맥클로흐는 Journal of Ecclesiastical History 의 편집위원이다.

## 작품
- 기독교의 역사 (2009)
- 신이 영어를 만든 방법 (2012)
- 헨리 8 세의 집행자 : 토마스 크롬웰의 흥망 (2013)
- 섹스 앤 더 교회 (2015)

### 서적
- - Suffolk and the Tudors: Politics and Religion in an English County 1500–1600 (Oxford, Clarendon Press, 1986)
  - Groundwork of Christian History (London, Epworth Press, 1987)
  - The Later Reformation in England (1990)
  - Henry VIII: Politics, Policy, and Piety (1995)
  - Thomas Cranmer: A Life (1996)
  - Tudor Church Militant: Edward VI and the Protestant Reformation (1999)
    - republished as The Boy King: Edward VI and the Protestant Reformation (2001)

  - Reformation: Europe's House Divided 1490–1700 (2003)
    - republished as The Reformation: A History (2005)

  - A History of Christianity: The First Three Thousand Years (London, Allen Lane, 2009) ISBN 978-0-7139-9869-6
  - Silence: A Christian History (London, Allen Lane, 2013)
  - All Things Made New: The Reformation and its Legacy (London, Allen Lane, 2016)
  - Thomas Cromwell: A Life (London, Allen Lane, 2018)

- Rubin, Miri (November 2013). “Review of Silence : a Christian history”. 《History Today》 63 (11): 63–64. 2015년 11월 21일에 확인함.